# Esquí náutico en los Juegos Suramericanos de Playa de 2011
El Esquí náutico en los Juegos Suramericanos de Playa de 2011 cuenta con dos eventos.

## Medallero
| Núm.  | País                 | Oro | Plata | Bronce | Total |
| ----- | -------------------- | --- | ----- | ------ | ----- |
| 1     | Bandera de Argentina | 2   | 2     | 0      | 4     |
| 2     | Bandera de Brasil    | 1   | 1     | 0      | 2     |
| 3     | Bandera de Perú      | 1   | 0     | 0      | 1     |
| 4     | Bandera de Colombia  | 0   | 1     | 0      | 1     |
| 5     | Bandera de Chile     | 0   | 0     | 2      | 2     |
| 6     | Bandera de Ecuador   | 0   | 0     | 1      | 1     |
| 6     | Bandera de Paraguay  | 0   | 0     | 1      | 1     |
| Total | Total                | 4   | 4     | 4      | 12    |

## Resultados

### Eventos masculinos
| Evento    | Oro             | Plata            | Bronce         |
| --------- | --------------- | ---------------- | -------------- |
| Figuras   | Julio Javier    | Santiago Robledo | Felipe Miranda |
| Wakeboard | Guiardi Marques | Alejo de Palma   | Kevin Bendlin  |

### Evento femenino
| Evento    | Oro               | Plata            | Bronce          |
| --------- | ----------------- | ---------------- | --------------- |
| Figuras   | Natalia Guglievan | Lorena Botana    | Valen Gonzalez  |
| Wakeboard | Roberta Rendo     | Camila Junqueira | Vanessa Kronfle |